# Třešť město
Třešť město (německy Triesch Stadt) je železniční zastávka, která se nachází ve městě Třešť v okrese Jihlava v Kraji Vysočina. Zastávka leží na trati číslo 227 (Kostelec u Jihlavy – Slavonice).

## Přeprava
Na zastávce zastavují pouze osobní a spěšné vlaky, které provozují České dráhy, které na tyto vlaky nasazují motorové vozy RegioSpider. Na zastávce se nachází přístřešek pro cestující. Zastávka se nachází v integrovaném dopravním systému VDV.

## Přístupnost
Přístup na nástupiště není bezbariérový.